# Synagoge (Sokolov)

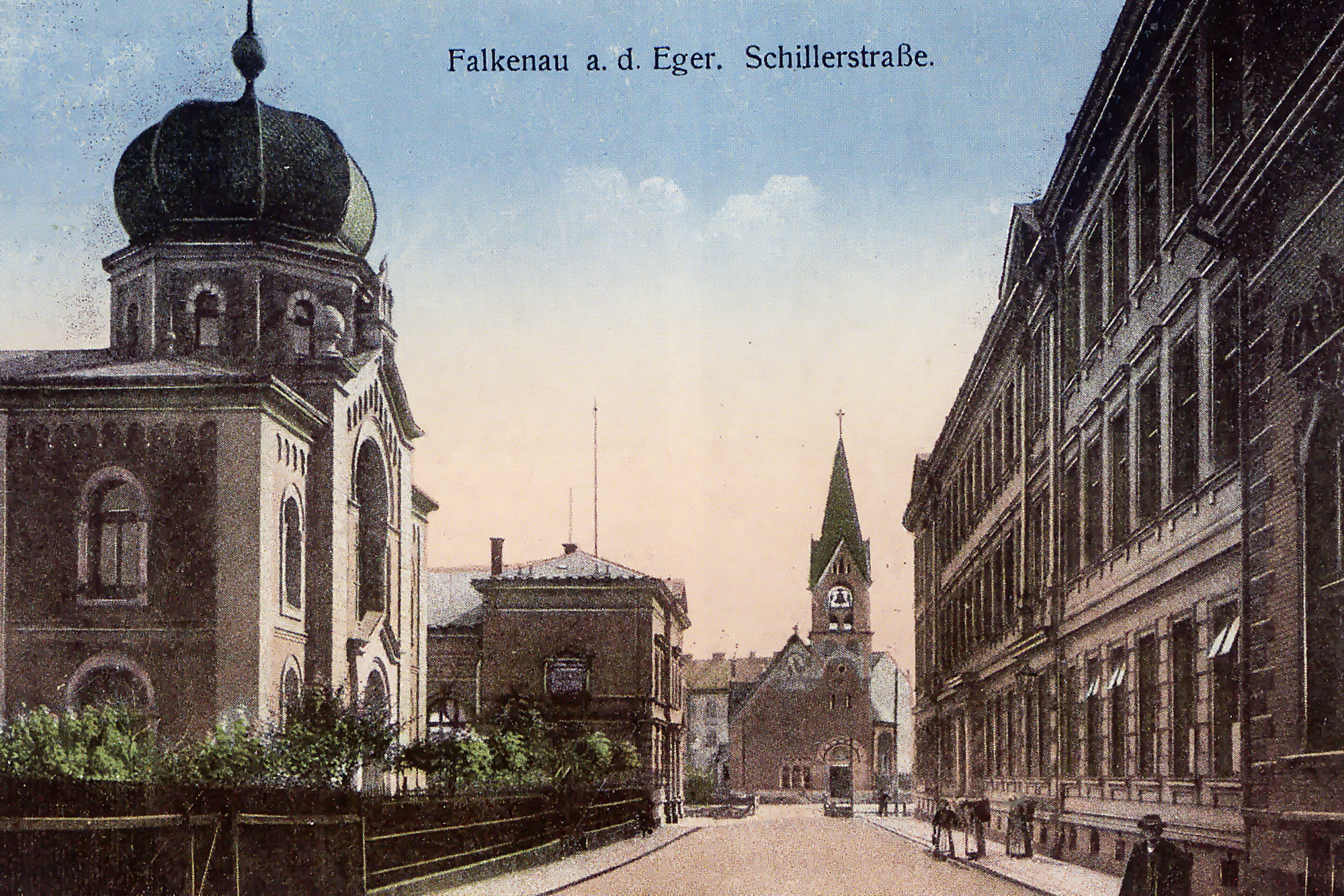
Ansichtskarte von Falkenau mit der Schillerstraße; die Synagoge ist das erste Gebäude links

Die Synagoge in Sokolov (deutsch Falkenau an der Eger), einer tschechischen Stadt im Karlovarský kraj in Nordwestböhmen, wurde 1896/97 errichtet. Die Synagoge befand sich in der Schillerstraße. 
Die Synagoge im Stil des Historismus wurde beim Novemberpogrom 1938 in Brand gesteckt.